# Prefeito do Egito

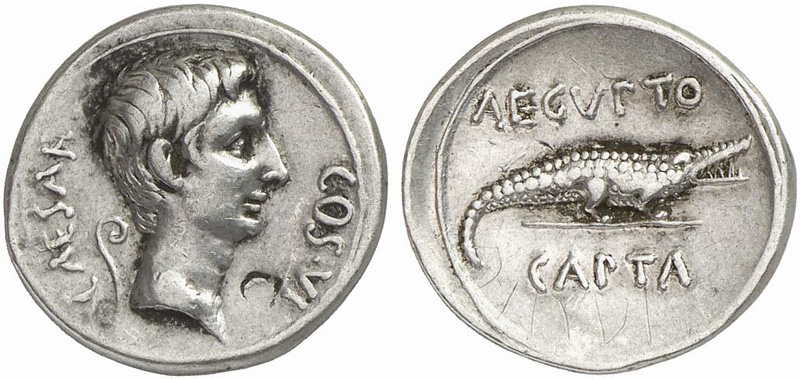
Denário de Augusto r. de ca.

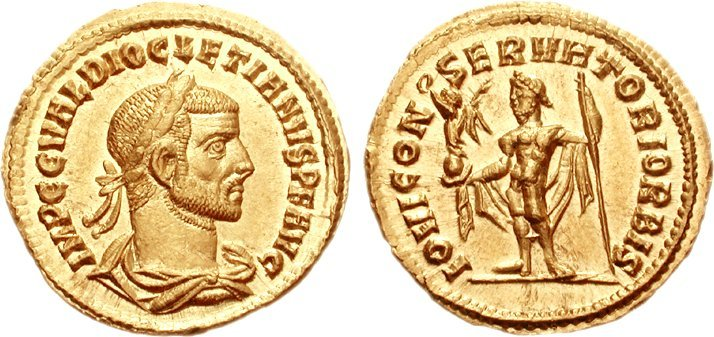
Áureo de Diocleciano r.

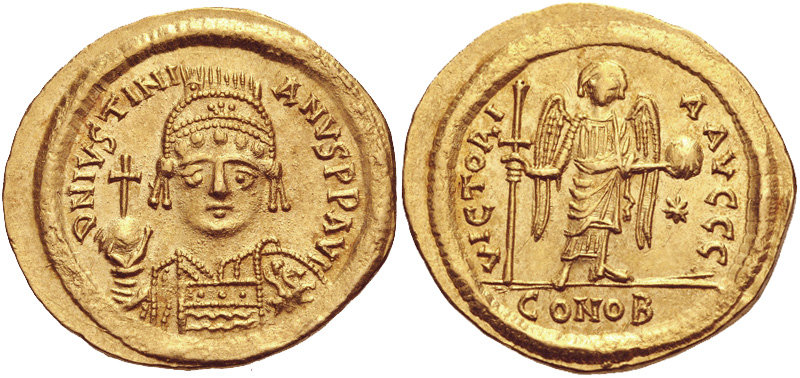
Soldo de Justiniano r.

Prefeito do Egito (em latim: Praefectus Aegypti), também conhecido como prefeito de Alexandria e Egito (em latim: Praefectus Alexandreae et Aegypti), foi um oficial romano instituído pelo imperador Augusto (r. 27 a.C.–14 d.C.) como governador da província romana do Egito. Foi o chefe da administração provincial egípcia, nomeado e chamado de volta pelo imperador, e desempenhou um papel único como o mais ligado à pessoa do imperador do que quaisquer outros governadores imperiais. Foi auxiliado, em assuntos jurídicos, pelo legislador do Egito e Alexandria (iuridicus Aegypti et Alexandriae), e em assuntos financeiros, pelo idiólogo.
Um prefeito do Egito geralmente manteve o ofício por três ou quatro anos. Membro da ordem equestre, não recebeu nenhum treinamento especializado e parece ter sido escolhido por sua experiência militar e conhecimento do direito e administração romana. Qualquer conhecimento que pudesse ter do Egito e suas tradições misteriosas de política e burocracia - que Filão de Alexandria descreve como "intrincado e diversificado, pesadamente apreendido mesmo por aqueles que tem feito uma empresa de estudá-los de seus mais precoces anos" - foi incidental para seu registro do serviço romano e o favor imperial.
No início do reinado de Galba (r. 68–69), um decreto do prefeito Tibério Júlio Alexandre assegura as doutrinas legais próprias do Egito romano. Em 292/293 e 297/298, durante as reformas territoriais da Tetrarquia, o Egito foi dividido em três províncias (Egito Hercúleo, Egito Joviano e Tebaida), interligadas à Diocese do Oriente e subordinas ao prefeito do Egito. Em 297, durante as reformas fiscais de Diocleciano (r. 284–305), um decreto foi emitido pelo prefeito Aríscio Optato para adaptar as reformas à província. No final do século IV, teve seu nome alterado para prefeito augustal (praefectus augustalis).
Provavelmente em 538/539, sob Justiniano (r. 527–565), foi amalgamado com o duque egípcio, tornando-se duque e augustal (dux et Augustalis), que combinou autoridade civil e militar nas províncias de Egito I e Egito II. As demais províncias egípcias talvez seguiram o mesmo padrão, como no caso do duque da Tebaida, encarregado das províncias de Tebaida Inferior e Tebaida Superior, que igualmente foi chamado duque e augustal. Nesta época, o salário do duque e augustal era de ca. 18 quilos ou 2 880 soldos, um considerável incremento dos 400 soldos pagos ao prefeito augustal. O salários de seus assessores foi fixado em ca. 2 quilos ou 360 soldos, e seu ofício em 1 000 soldos ou algo em torno de 6 quilos.

## Prefeitos do Egito
| Data            | Prefeito                         |
| --------------- | -------------------------------- |
| 30 – 26 a.C.    | Caio Cornélio Galo               |
| 26 – 24 a.C.    | Élio Galo                        |
| 24 – 21 a.C.    | Caio Petrônio ou Públio Petrônio |
| ?? – 12 a.C.    | Públio Rúbrio Bárbaro            |
| 7 – 4 a.C.      | Caio Turrânio                    |
| 2 – 3 d.C.      | Públio Otávio                    |
| 3 – 10          | Quinto Ostório Escápula          |
| 10 – 11         | Caio Júlio Áquila                |
| 11 – 12         | Lúcio Antônio Pedo               |
| 12 – 14         | Quinto Magno Máximo              |
| 14 – 15         | Lúcio Seio Estrabão              |
| 15 – 15         | Emílio Reto                      |
| 16 – 31         | Caio Galério                     |
| 31 – 32         | Caio Vitrásio Pólio              |
| 32              | Júlio Iber (Severo)              |
| 32 – 38         | Aulo Avílio Flaco                |
| ? – 41          | Caio Vitrásio Pólio              |
| 41 – 42         | Lúcio Emílio Reto                |
| 42 – 45         | Marco Évio                       |
| 45 – 48         | Caio Júlio Póstumo               |
| 48 – 52         | Cneu Virgílio Capito             |
| 54              | Lúcio Lúsio Geta                 |
| 55 – 59         | Tibério Cláudio Balbilo          |
| 59 – 62         | Lúcio Júlio Vestino              |
| 63 – 65         | Caio Cecina Tusco                |
| 66 – 69         | Tibério Júlio Alexandre          |
| 70              | Lúcio Peduceu Colono             |
| 71 – 73         | Tibério Júlio Lupo               |
| 73 – 74         | Valério Paulino                  |
| 78 – 79         | Caio Etério Fronto               |
| 80 – 82         | Caio Técio Prisco                |
| 83              | Lúcio Labério Maximo             |
| 83 – 84         | Lúcio Júlio Urso                 |
| 85 – 88         | Caio Septímio Vegeto             |
| 89 – 92         | Marco Mécio Rufo                 |
| 92 – 93         | Tito Petrônio Secundo            |
| 94 – 98         | Marco Júnio Rufo                 |
| 98 – 100        | Caio Pompeu Planta               |
| 100 – 103       | Caio Minúcio Ítalo               |
| 103 – 107       | Caio Víbio Maximo                |
| 107 – 112       | Sérvio Sulpício Similis          |
| 113 – 117       | Marco Rutílio Lupo               |
| 117 – 119       | Quinto Râmio Marcialo            |
| 120 – 124       | Tito Hatério Nepos               |
| 126             | Petrônio Quadrado                |
| 126 – 133       | Tito Flávio Titiano              |
| 133 – 137       | Marco Petrônio Mamertino         |
| 137 – 142       | Caio Avídio Heliodoro            |
| 142 – 143       | Caio Valério Eudemão             |
| 144 – 147       | Lúcio Valério Proculo            |
| 147 – 148       | Marco Petrônio Honorato          |
| 149 – 154       | Lúcio Munácio Félix              |
| 154 – 159       | Marco Semprônio Liberalis        |
| 159 – 161       | Tito Fúrio Vitorino              |
| 161             | Lúcio Volúsio Meciano            |
| 161 – 164       | Marco Aneu Siríaco               |
| 164 – 167       | Tito Flávio Titiano              |
| 167 – 168       | Quinto Bieno Blasiano            |
| 168 – 169       | Marco Basso Rufo                 |
| 170 – 174       | Caio Calvísio Estatiano          |
| 174             | Cláudio Juliano                  |
| 174 – 175       | Caio Calvísio Estatiano          |
| 175 – 176       | Caio Cecílio Salviano            |
| 176 – 177       | Tito Pactúmio Magno              |
| 178 – 180       | Tito Tácio Santo                 |
| 181             | Tito Flávio Piso                 |
| 181 – 183       | Décimo Vetúrio Macrino           |
| 185             | Tito Longeu Rufo                 |
| 185 – 187       | Pompônio Faustiniano             |
| 188             | Marco Aurélio Verriano           |
| 189 – 190       | Tínio Demétrio                   |
| 190             | Cláudio Luciliano                |
| 192             | Laércio Menor                    |
| 192 – 194       | Lúcio Mantênio Sabino            |
| 195 – 196       | Marco Úlpio Primiano             |
| 197 – 200       | Quinto Emílio Saturnino          |
| 200             | Alfeno Apolinário                |
| 200 – 203       | Quinto Mécio Leto                |
| 203 – 206       | Cláudio Juliano                  |
| 206 – 211       | Tibério Cláudio Áquila           |
| 212 – 215       | Lúcio Bébio Aurélio Juncino      |
| 215             | Marco Aurélio Heráclito          |
| 215 – 216       | Aurélio Antínoo                  |
| 216 – 217       | Lúcio Valério Dato               |
| 218             | Júlio Basiliano                  |
| 218 – 219       | Calistiano                       |
| 219 – 221       | Gemínio Cristo                   |
| 222             | Lúcio Domício Honorato           |
| 222 – 223       | Marco Edínio Juliano             |
| 224             | Marco Aurélio Epagato            |
| 229 – 231       | Cláudio Masculino                |
| 231             | Marco Aurélio Zeno Januário      |
| 232 – 236       | Mébio Honoratiano                |
| 236 – 240       | Lúcio Lucrécio Aniano            |
| 241 – 242       | Cneu Domício Prisco              |
| 242 – 245       | Aurélio Basileu                  |
| 245 – 248       | Caio Valério Firmo               |
| 249 – 250       | Aurélio Ápio Sabino              |
| 251 – 252       | Feltônio Restitutiano            |
| 252 – 253       | Lissênio Proculo                 |
| 253             | Lúcio Titínio Clodiano           |
| 253 – 256       | Tito Magno Cresciniano           |
| 257 – 258       | Cláudio Teodoro                  |
| 258 – 261       | Lúcio Mússio Emiliano            |
| 283 – 284       | Pompônio Januariano              |
| 329             | Aurélio Apião                    |
| 328 – 329       | Sétimo Zênio                     |
| 330             | Magniliano                       |
| 331             | Florêncio                        |
| 331 – 332       | Higino                           |
| 333 – 335       | Patério                          |
| 335 – 337       | Filágrio                         |
| 337? – 338      | Antônio Teodoro                  |
| 338 – 340       | Filágrio                         |
| 341 – 343       | Longino                          |
| 344             | Paládio                          |
| 345 – 352       | Nestório                         |
| 353 – 354       | Sebastiano                       |
| 355 – 356       | Máximo                           |
| 356 – 357       | Catafrônio                       |
| 357 – 359       | Parnásio                         |
| 359             | Italiciano                       |
| 359 – 361       | Faustino                         |
| 361 – 362       | Gerôncio                         |
| 362 – 363       | Ecdício Olimpo                   |
| 364             | Hiério                           |
| 364             | Máximo                           |
| 364 – 366       | Flaviano                         |
| 366 – 367       | Procliano                        |
| 367 – 370       | Eutôlmio Taciano                 |
| 370 – 371       | Olímpio Paládio                  |
| 371 – 374       | Élio Paládio                     |
| 376?            | Públio                           |
| 379             | Bassiano                         |
| 379             | Adriano                          |
| 386             | Paulino                          |
| 392             | Potâmio                          |
| 403/404         | Pentádio                         |
| 404             | Eutálio                          |
| 539 – 542       | Libério                          |
| Novembro de 602 | Pedro                            |